# جورج ميد

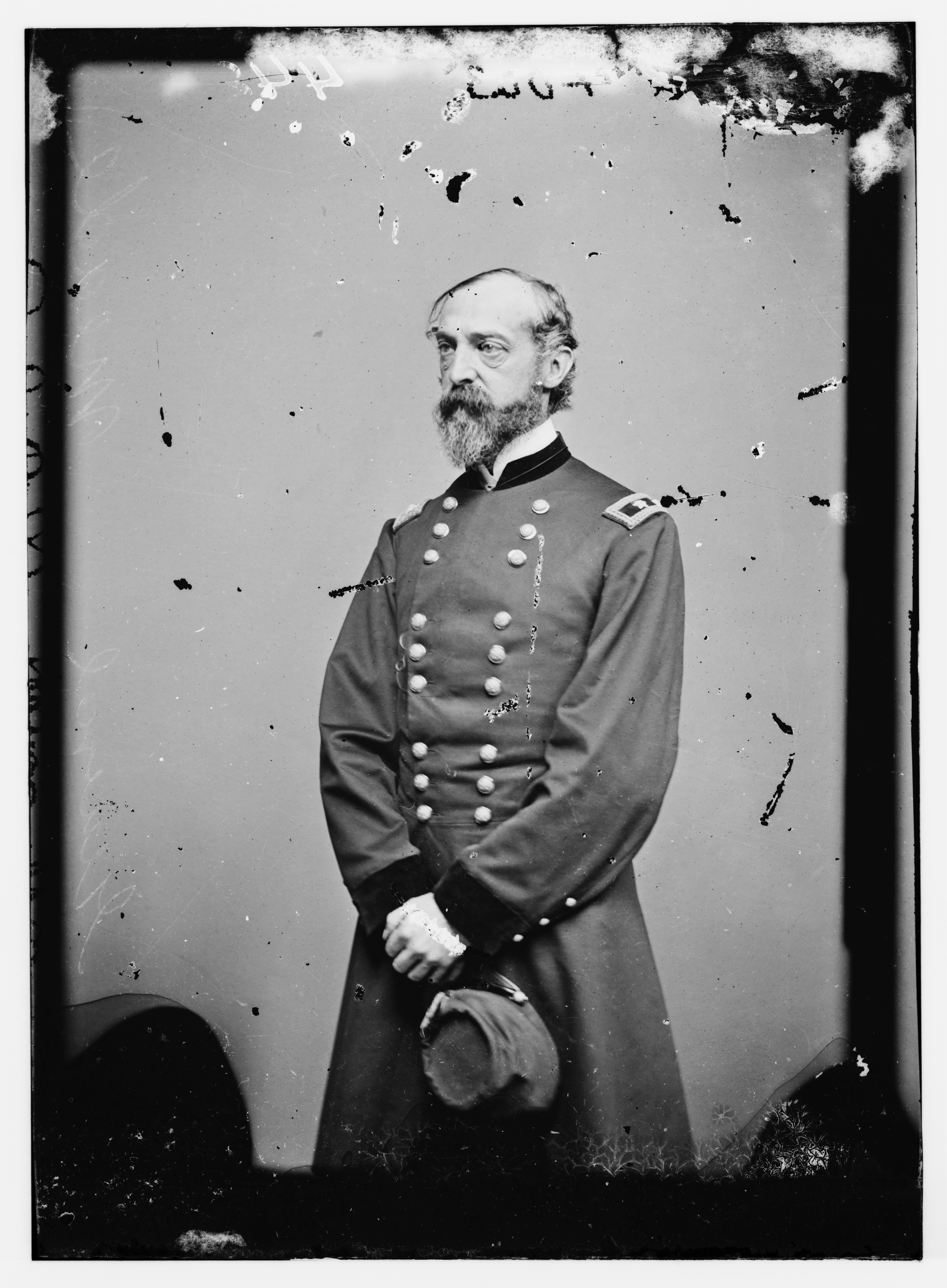
جورج ميد

جورج غوردون ميد (بالإسبانية: George Gordon Meade)‏ (بالإنجليزية: George Meade)‏ (31 ديسمبر 1815 - 6 نوفمبر 1872) هو ضابط في الجيش الأمريكي ومهندس مدني اشتهر بهزيمته للجنرال الكونفدرالي روبرت إدوارد لي في معركة جيتيسبيرغ في الحرب الأهلية الأمريكية. كان قد أظهر نفسه في السابق في حرب السيمينول الثانية والحرب المكسيكية الأمريكية. وكان جنرالا في جيش الاتحاد خلال الحرب الأهلية، وترقى من قيادة لواء إلى قيادة جيش بوتوماك. كان مهندسا في وقت سابق من مسيرته، وشارك في بناء العديد من المنارات الساحلية.
بدأ ميد عملياته القتالية في الحرب الأهلية كقائد لواء في حملة شبه الجزيرة ومعارك الأيام السبعة. وقد أصيب بجروح بالغة أثناء قيادة لواءه في معركة جلينديل. وبصفته قائد الفرقة، حقق نجاحا ملحوظا في معركة ساوث ماونتن، وتولى قيادة فيلق مؤقت في معركة أنتيتام. كان قسم ميد هو الأكثر نجاحا في جميع مراجل معركة فريدريكسبورغ في ديسمبر. كان جزءا من قوة مكلفة بإبعاد القوات الكونفدرالية بقيادة ستونوول جاكسون من موقعهم على بروسبيكت هيل. تقدمت قواته أكثر من أي فريق آخر، لكنه اضطر للعودة إلى الوراء بسبب افتقاره للتعزيزات. تمت ترقية ميد إلى قيادة الفيلق الخامس، والذي قاده خلال معركة شنسلورسفيل.
خلال حملة جيتيسبورغ، تم تعيينه لقيادة جيش بوتوماك قبل ثلاثة أيام فقط من معركة جيتيسبورغ. وكان ميد قد وصل إلى الميدان بعد أول يوم قتال في الأول من يوليو، حيث نظم جيشه على أرض مناسبة ليقاتل معركة دفاعية ضد جيش شمال فرجينيا بقيادة روبرت إي لي، حيث صد عددا من الهجمات القوية على مدار اليومين المقبلين. أجبر لي على التراجع إلى فرجينيا، ما أنهى أمله في الفوز بالحرب عن طريق غزو الشمال. ولكن شاب هذا النجاح مطاردته الفاشلة لجيش الجنوبيين خلال التراجع، ما سمح لجيش لي بالهرب بدلا من تدميره تماما. كما فشل جيش الاتحاد في متابعة نجاحه خلال حملة بريستو ومعركة ماين رن ذلك الخريف، والتي انتهت دون نتيجة حاسمة. عانى ميد من المنافسات السياسية الشديدة داخل الجيش، وخاصة مع دانيال سيكلز، الذي حاول إنقاص دوره في النصر في جيتيسبيرغ.
في عام 1864-65، واصل ميد قيادة جيش بوتوماك من خلال حملة أوفرلاند، وحملة ريتشموند بطرسبرغ، وحملة أبوماتوكس، لكنه غطت على إنجازاته أعمال القائد العام، المقدم يوليسيس غرانت، والذي رافقه خلال هذه الحملات. وضع غرانت معظم الخطط الاستراتيجية خلال ھذه الحملات، وترك لمید نفوذا أقل من ذي قبل. وقد تضررت صورته بسبب طبعه الحاد وازدراءه للصحافة. قاد ميد عدة إدارات مهمة بعد الحرب خلال عصر إعادة الإعمار.

## روابط خارجية
- جورج ميد على موقع الموسوعة البريطانية (الإنجليزية)
- جورج ميد على موقع إن إن دي بي (الإنجليزية)